# ميكروميغاس
ميكروميغاس هي رواية قصيرة كتبها الفيلسوف والساخر الفرنسي فولتير عام 1752. إلى جانب قصته "حلم أفلاطون"، تُعتبر هذه الرواية مثالًا مبكرًا في النوع الأدبي للخيال العلمي ولها مكانتها في تطور تاريخ الأدب. هناك بعض الشكوك المحيطة بالنشر الأول لـ ميكروميغاس، مع إصدارات محتملة تعود إلى 1751 أو حتى 1739، ولكن النشر المقبول على نطاق واسع هو في عام 1752.
تحكي القصة عن زيارة كائن من كوكب يدور حول نجم الشعرى إلى الأرض، وبرفقته مُرافق من كوكب زحل.
كانت تقنية استخدام شخص غريب للتعليق على جوانب الثقافة الغربية شائعة في هذه الفترة؛ حيث استخدمها فولتير أيضًا في رواية صادق. كما استخدمها مونتسكيو أيضًا في حروف فارسية، كما فعل خوسيه كادالسو إيضًا في كارتاس مارويكاس وتوماس أنطونيو غونزاغا في رسائل تشيلية.[بحاجة لمصدر]

## تحليل
كانت ميكروميغاس أول قصة يُزار فيها كوكب الأرض من قبل كائنات فضائية، بدلاً من أن يزور الأرضيون أجسامًا سماوية أخرى.

## أنظر أيضًا
- فرانكنشتاين
- قصص حقيقية
- الرجل الأخير
- يوتوبيا